# Bhaisajyaguru

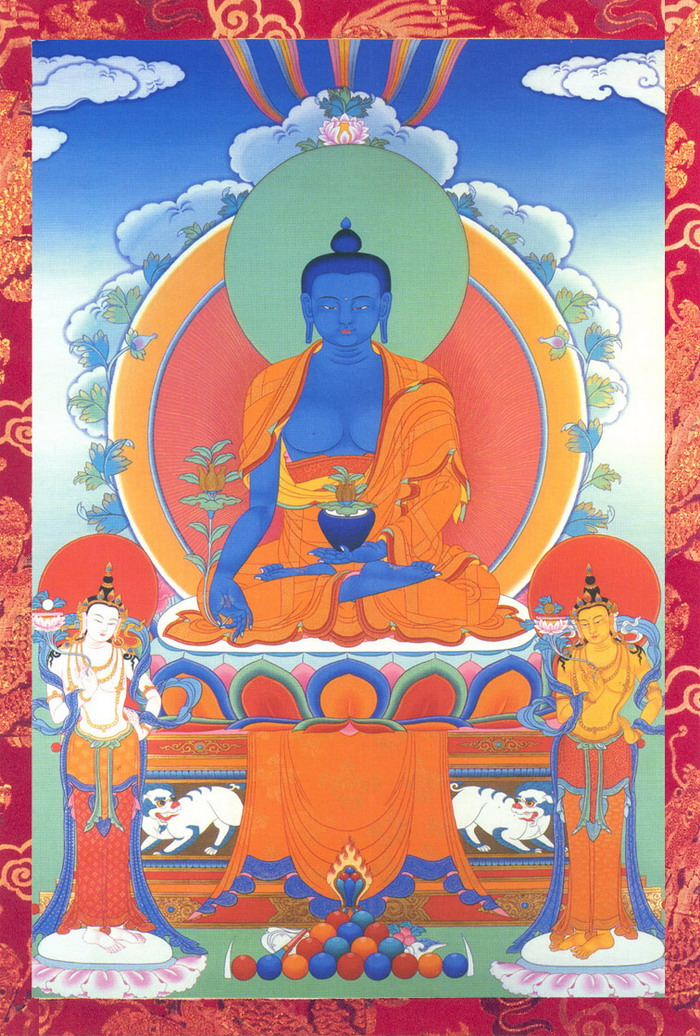
Bhaisajyaguru tillsammans med bodhisattvan Solsken och bodhisattvan Månsken

Bhaisajyaguru (sanskrit för "Medicinbuddha") är en mahayansk buddha som är känd för sina läkande krafter. Han sägs leva i ett buddhafält i öst kallat Vaiduryanirbhasa. Utövande relaterat till Bhaisajyaguru i förmån för sjuka är mycket populärt i Tibet, Kina och Japan.
Han sägs kunna bota förkylningar och andra fysiska och mentala åkommor, men han sägs även kunna bota det samsariska tillståndet – det vill säga hjälpa människor till upplysning. I Tibet fungerar Bhaisajyaguru även som en slags beskyddare av medicin.
Han avbildas antingen i färgen blå, beryll eller guld, med en medicinskål i en hand.

## Historien om Bhaisajyaguru
Den tidiste texten som talar om Bhaisajyaguru är från 600-talet eller tidigare. Texten betraktas inom vajrayana som en till viss del tantrisk text. Sutran talar om Bhaisajyagurus väg från bodhisattva till buddha, där han bland annat tog 12 löften, där han lovade att:
1. Hans kropp ska skina med ett strålande ljus som skulle lysa upp oräknerligt många världar.
2. Hans skinande kropp ska ta de som lever i mörker till ljuset.
3. Förse medvetna varelser med deras materiella behov.
4. Leda de som går på andra vägar att hitta vägen till mahayana.
5. Göra så att oräknerligt många varelser kan följa träningsreglerna.
6. Läka fysiska åkommor så att alla varelser ska ha en duglig kropp.
7. Se till så att de som är sjuka och utan familj får deras sjukdom botad och att de får en familj som bryr sig om dem.
8. Se till att kvinnor som inte vill vara kvinnor ska bli män.
9. Frigöra varelser från demoner och externa sekter.
10. Frigöra de som är fängslade och under hot av avrättning från oro och lidande.
11. Se till att de som är desperata för mat och dryck att blir mätta.
12. Se till att de som är fattiga, utan kläder, plågade av värme, kyla eller insekter att få fina tyger och trevliga omständigheter.

Det finns även historier som refererar till åtta medicinbuddhor. Dessa är då Bhaisajyaguru samt 7 manifestationer av honom.

## Utövande

### Dyrkan
Effekterna av att dyrka Bhaisajyaguru eller de sutror som berättar om honom sägs bland annat göra så att utövaren kan undvika att återfödas i helveten och andra oönskvärda världar. Bhaisajyaguru sägs även kunna rädda de som redan är i sådana världar, om de kommer ihåg hans namn. I vissa fall sägs han även kunna hjälpa de som återfödds i oönskvärda världar att återfödas i Amitabhas rena buddhafält Sukhavati. Det framgår dock inte hur utövare ska kunna återfödas i Medicinbuddhas egna buddhafält.
Dyrkan av Bhaisajyaguru utfört på ett särskilt sätt som är beskrivet i Bhaisajyaguru sutra kan leda till att utövaren lever längre, blir rik, får ett statligt jobb, får söner eller döttrar, blir fri från mardrömar, och så vidare.
Dyrkan av Bhaisajyaguru har varit särskilt betydelsefullt för Japan. År 720 beordrade den dåvarande kejsarinnan 48 tempel att recitera Bhaisajyaguru sutra om och om igen i en hel dag och en hel natt, för att försöka rädda livet på en minister.

### Mantran
Det finns många mantran och dharaner tillägnade Bhaisajyaguru, som ofta reciteras i förmån för de som är sjuka. En av dessa är:
Namo Bhagavate Bhaisajyaguru vaidurya prabha rajaya Tathagataya Arhate samyaksambuddhaya tadyatha
Om bhaisajye bhaisajye bhaisajya samudgate Svaha.